# 康加巴省

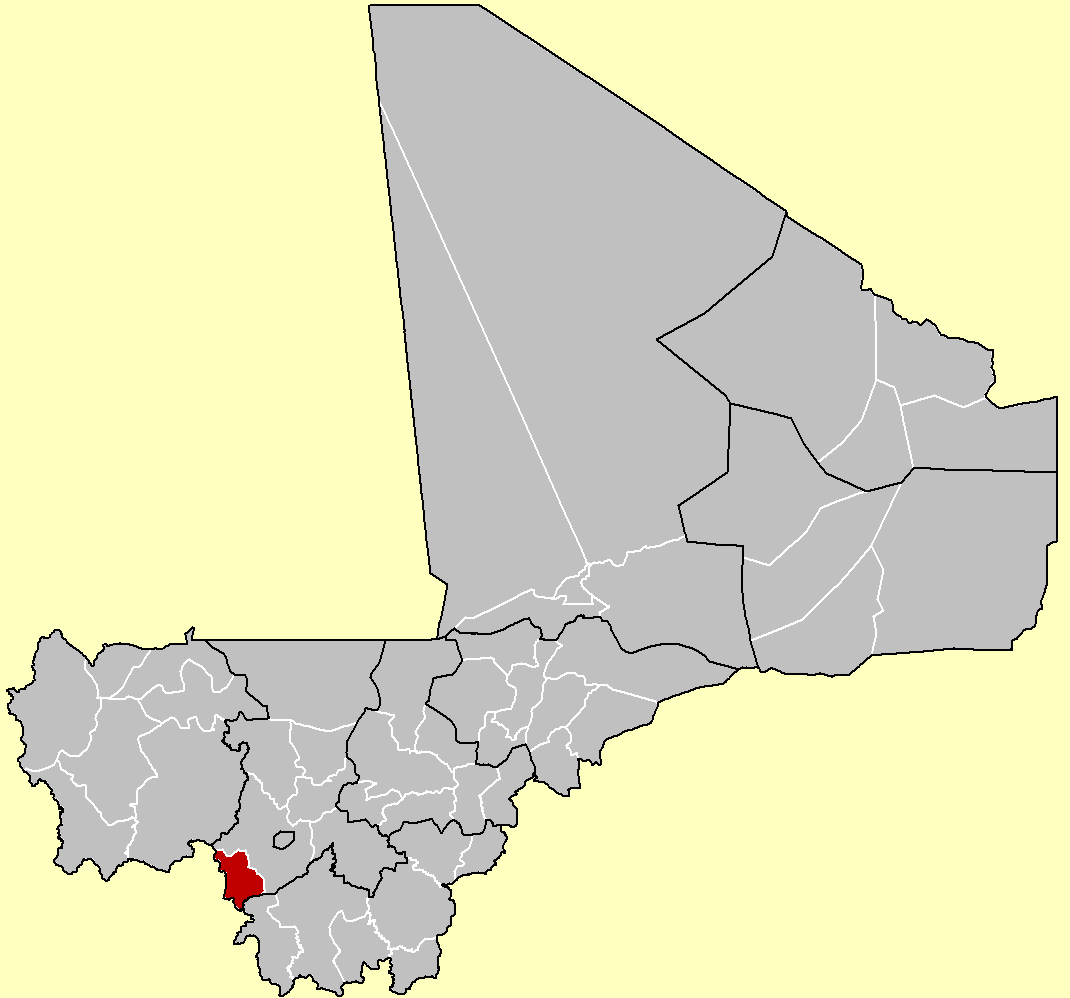

康加巴省（法語：Cercle de Kangaba），是馬里的省份，位於該國西部，由庫利科羅區負責管轄，首府設於康加巴，面積5,500平方公里，2009年人口100,720，人口密度每平方公里18人。